# Veit-Smellie-Handgriff
Der Veit-Smellie-Handgriff ist eine Technik zur Unterstützung der Geburt beim Vorliegen einer Beckenendlage. Diese Technik wurde von den Gynäkologen Gustav Veit und William Smellie entwickelt.
Der Handgriff kommt zum Einsatz, wenn nach Geburt des Rumpfes der Kopf nicht sofort folgt oder wenn zuvor eine Armlösung notwendig war. Es wird damit eine maximale Flexion des kindlichen Kopfes erreicht und hierdurch eine raschere und einfachere Entbindung  ermöglicht.

## Durchführung
Zunächst wird das Kind auf den Unterarm des Geburtshelfers/Operateurs gelegt, danach wird ein Finger dieser Lagerungshand in den Mund des Kindes bis zum Zungengrund gesteckt. Der Zug, der dann aufgebaut wird, sorgt dafür, dass nicht nur der Unterkiefer, sondern der gesamte Kopf sich beugt. Zeige- und Mittelfinger der anderen Hand umgreifen den Schultergürtel, die restlichen Finger fixieren den kindlichen Rücken zusätzlich auf dem Unterarm. Der nun auszuübende Zug nach unten erfolgt durch diese Hand, die steil nach unten zieht, bis die Nacken-Haar-Grenze sichtbar wird. Durch die optimale Ausnutzung des Stemmpunktes, die Verringerung des Umfanges und die bogenförmige Anhebung des Rumpfes wird der Kopf geboren.

## Belege
1. 1 2  Stichwort „Veit-Smelie-Handgriff“ in Pschyrembel Medizinisches Wörterbuch. 257. Auflage, Walter de Gruyter, Berlin 1993; Seite 1648. ISBN 3-933203-04-X.